# Jesús del Monte (Guanajuato)
Jesús del Monte es una localidad del estado mexicano de Guanajuato. Es parte del municipio de San Francisco del Rincón.

## Demografía
| Gráfica de evolución demográfica |
|                                  |

| Censo | Población |
| ----- | --------- |
| 1921  | 708       |
| 1930  | 688       |
| 1940  | 520       |
| 1950  | 668       |
| 1960  | 808       |
| 1970  | 867       |
| 1980  | 1 009     |
| 1990  | 1 139     |
| 2000  | 1 183     |
| 2010  | 1 230     |
| 2020  | 1 338     |